# Tribaldos
Tribaldos község Spanyolországban, Cuenca tartományban. Tribaldos Villarrubio, Tarancón, Huelves és Uclés községekkel határos. Lakosainak száma 98 fő (2024).

## Népesség
A település népessége az utóbbi években az alábbiak szerint változott:
| Lakosok száma | 134  | 129  | 121  | 123  | 124  | 96   | 91   | 107  | 97   | 98   |
|               | 2001 | 2004 | 2006 | 2009 | 2011 | 2014 | 2016 | 2019 | 2021 | 2024 |